# Línea T10 (Metro de Estocolmo)
La línea T10 es una de las siete líneas que componen el Metro de Estocolmo, conectando Kungsträdgården y Hjulsta. Fue inaugurada el 13 de agosto de 1975 y consta de 15,1 kilómetros y 14 estaciones.

## Estaciones
- Hjulsta
- Tensta
- Rinkeby
- Rissne
- Duvbo
- Sundbybergs centrum
- Solna strand
- Huvudsta
- Västra skogen
- Stadshagen
- Fridhemsplan
- Rådhuset
- T-Centralen
- Kungsträdgården